# Йейтс, Уильям (футболист)
Уи́льям Йейтс (англ. William Yates; 1883 — дата смерти неизвестна) — английский футболист, нападающий.

## Биография
Родился в Бирмингеме в 1883 году. Играл за местные команды «Уиттон Шелл Шоп» и «Эрдингтон». В 1905 году стал игроком клуба «Астон Вилла», но выступал только за резервный состав. В том же году покинул команду, став игроком клуба «Брайтон энд Хоув Альбион». Сезон 1905/06 провёл в Южной лиге.
В июне 1906 года перешёл в «Манчестер Юнайтед». Дебютировал за команду 15 сентября 1906 года в выездном матче Первого дивизиона против «Шеффилд Юнайтед» на «Брэмолл Лейн». «Юнайтед» одержал в том матче победу со счётом 2:0 несмотря на то, что Джек Пикен покинул поле на 65-й минуте из-за того, что получил удар ногой в голову, и оставшуюся часть матча гости доигрывали вдесятером. Всего в сезоне 1906/07 Йейтс провёл в основном составе «Юнайтед» 3 матча. В январе 1907 года покинул «Юнайтед», перейдя в шотландский клуб «Харт оф Мидлотиан».
Дебютировал за «Хартс» 26 января 1907 года в матче Кубка Шотландии против «Эйрдрионианс». 23 февраля забил свой первый гол за команду в кубковой игре против «Килмарнока». 6 апреля забил свой первый гол в чемпионате Шотландии, поразив ворота клуба «Мотеруэлл». Всего провёл за «Хартс» 20 официальных матчей, в которых забил 6 мячей.
В октябре 1907 года вернулся в Англию, став игроком «Портсмута». В дальнейшем также выступал за «Ковентри Сити».